# روبرت إديسون
روبرت إديسون (بالإنجليزية: Robert Edeson)‏ مواليد 3 يونيو 1868 في نيو أورلينز، الولايات المتحدة - الوفاة 24 مارس 1931 في هوليوود، الولايات المتحدة، هو ممثل أمريكي بدأ مسيرته الفنية سنة 1912. ظهر في فيلم الوصايا العشر.

## روابط خارجية
- روبرت إديسون على موقع IMDb (الإنجليزية)
- روبرت إديسون على موقع ألو سيني (الفرنسية)
- روبرت إديسون على موقع أول موفي (الإنجليزية)
- روبرت إديسون على موقع قاعدة بيانات برودواي على الإنترنت (الإنجليزية)
- روبرت إديسون على موقع قاعدة بيانات الأفلام السويدية (السويدية)
- روبرت إديسون على موقع قاعدة بيانات الفيلم (الإنجليزية)
- روبرت إديسون على موقع كينوبويسك (الروسية)